# پائولا کرسپی
پائولا کرسپی (اسپانیایی: Paula Crespí‎؛ زادهٔ ۷ آوریل ۱۹۹۸) بازیکن واترپلو زن اهل اسپانیا است.